# Гала Дали
Га́ла или Гала́, настоящее имя Еле́на Ива́новна (Дми́триевна) Гомберг-Дья́конова (7 сентября 1894, Казань — 10 июня 1982, Порт-Льигат, Кадакес) — российская художница и модель, жена Поля Элюара, любовница Макса Эрнста, позднее жена, муза и модель Сальвадора Дали. Фигурирует на некоторых его полотнах как Градива.

## Биография
Мать Елены — Антонина Деулина (родилась в 1868 году в семье томского купца Петра Деулина) — в ранней молодости вышла замуж за земского заседателя Барнаульского округа Томской губернии Ивана Дьяконова, получив его фамилию, но в 1888 году она оставила мужа и уехала в Москву в возрасте 20 лет. Достоверно известно, что бабушка Елены по материнской линии проживала в Тобольске, её семья владела золотыми рудниками в Сибири. В 1891 году Антонина знакомится в Москве со студентом Дмитрием Ильичом Гомбергом (1868 года рождения), ставшим впоследствии адвокатом, с которым у них в гражданском браке рождаются четверо детей: Вадим (1892), Елена — Гала (1894), Николай (1896) и Лида (1902). Таким образом, Дмитрий Гомберг является безусловным отцом Елены. Существовавшие ранее версии не выдерживают критики в свете последних исследований и фактов биографии. Семья Гомберг-Дьяконова проживала в Казани с 1893 года по 1895, когда Гомберг учился в Казанском университете, а Дьяконова работала акушеркой. Следовательно, местом рождения Елены является Казань. Впоследствии семья возвращается в Москву.
В Москве Елена училась в женской гимназии М. Г. Брюхоненко (Большой Кисловский переулок, д. 4). Там же обучались сёстры Цветаевы (Анастасия и Марина — известная поэтесса).
В 1912 году была направлена в санаторий Клавадель (Швейцария) для лечения от туберкулёза. Там познакомилась с Полем Элюаром, которого его отец, богатый торговец недвижимостью, отправил в тот же санаторий. Пылкость, решительность, высокая культура Елены Дьяконовой впечатляют молодого Элюара. Она называла себя Гала или Галина, а Элюар прозвал её Gala — с ударением на последнем слоге. С неё начался его первый порыв любовной поэзии, порыв, который продолжится и в дальнейших его работах.
В 1917 году заключила с ним брак. Через год у них родилась дочь Сесиль.
В 1921 году Элюар и Гала посетили художника Макса Эрнста в Кёльне (Германия). Она ему позировала и стала его любовницей, оставаясь женой Элюара. В следующем году художник переехал в дом Элюара в Валь-д’Уазе (Франция). Любовный треугольник нисколько не скрывался.

В 1929 году Элюар и Гала нанесли визит молодому каталонскому художнику Сальвадору Дали у него в Кадакесе. Это было как удар молнии для них обоих. Любовь сразила как Галу, так и Сальвадора, который был младше её на 10 лет. Они официально зарегистрировали свой брак в 1934 году (религиозная церемония состоялась на 26 лет позже, в 1958 году). 

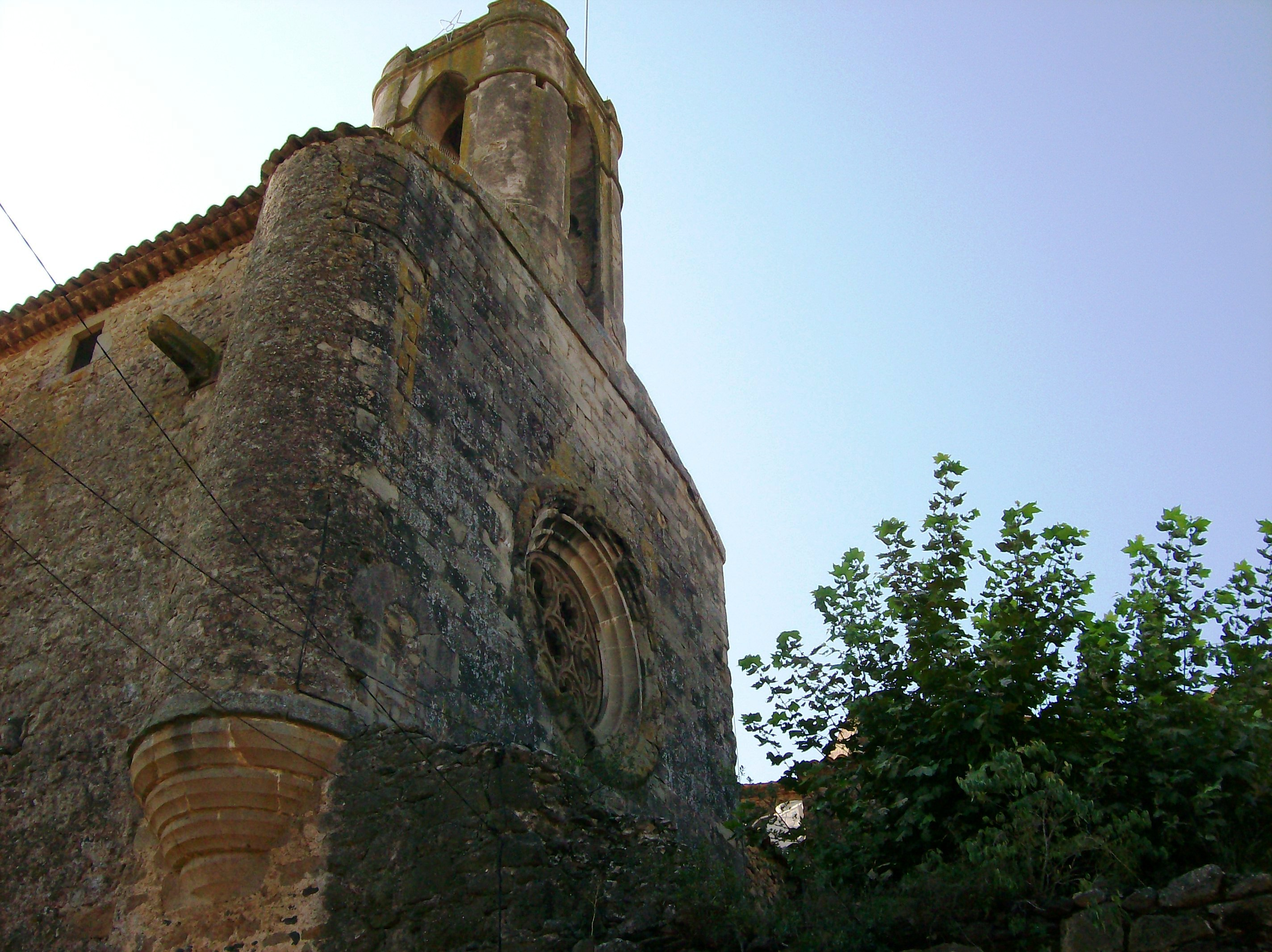
Замок Пуболь, подаренный Дали своей жене Гала

Она стала единственной женской моделью (помимо младшей сестры Сальвадора, Анны-Марии) и главным сюжетом вдохновения художника, который не прекратил её восхвалять и представлять её как живой миф и современную икону. Со своей стороны, Гала взяла в свои руки финансовые дела мужа и смогла заставить их приносить доход.
В 1968 году Дали купил для Галы замок в маленьком посёлке Пуболь (провинция Жирона), который он не мог посещать без предварительного письменного разрешения его жены. Там она провела последние годы жизни и была похоронена.

## В художественной литературе
- Акунин, Борис. Русский в Англии. Самоучитель по беллетристике.. — Альпина Паблишер, 2022. — ISBN 978-5-9614-7368-1.

## Комментарии
1. ↑  Именем Га́ла Елену звала мать, этим же именем представлялась она сама[1][нет в источнике]. Ударение на втором слоге привнесено французским языком.